# 別府駅 (兵庫県)
別府駅（べふえき）は、兵庫県加古川市別府町朝日町にある、山陽電気鉄道本線の駅。駅番号はSY 28。

## 歴史
開業時、近くに別府鉄道の「別府港駅」があったことから「別府北口駅」の名をつけたが、北口駅の方が別府町の中心駅として栄えるようになり、「北口」では代表駅の名としてふさわしくないということで電鉄別府駅に改称した。

### 年表
- 1923年（大正12年）8月19日：神戸姫路電気鉄道開業と同時に別府北口駅として設置。
- 1927年（昭和2年）4月1日：神戸姫路電気鉄道が宇治川電気により合併され、同社の駅となる。
- 1933年（昭和8年）6月6日：宇治川電気の鉄道部門が分離され、山陽電気鉄道の駅となる。
- 1944年（昭和19年）4月1日：電鉄別府駅に改称[1][2]。
- 1948年（昭和23年）3月1日：戦後改めて設定された急行の停車駅となる。
- 1984年（昭和59年）3月25日：急行の設定消滅。代わって東二見以西各駅停車の特急（通称「高砂行き特急」、現在はS特急に統合）が設定される。
- 1988年（昭和63年）7月25日：駅舎を高架下に移転[1][2]。
- 1991年（平成3年）4月7日：別府駅に改称[1][2]。
- 2025年（令和7年）2月22日：直通特急を含めた特急が終日停車するようになる[3]。

## 駅構造
相対式ホーム2面2線。山陽新幹線の南側に隣接した築堤高架上にある。改札口は1ヶ所のみで、地上にある。基本的に窓口は無人化されている。バリアフリー工事がなされておりホームと改札階の間にエレベーターが2基設置されている。なお、1988年（昭和63年）の改良工事以前の駅舎は、当時の下りホーム西端部の築堤上に設置されており、上下ホームは構内踏切で接続されていた。

### のりば
| （南側） | 本線 | 下り | 高砂・姫路・網干方面 |
| （北側） | 本線 | 上り | 明石・三宮・大阪方面 |

※のりば番号は設定されておらず「下り線」「上り線」と呼称されている。

## 利用状況
2023年（令和5年）度の1日平均乗降者数は9,008人である。
利用者数は、山陽垂水駅に次ぐ6位。特急停車駅の飾磨駅・高砂駅・東二見駅などよりも多い。元々は普通車とS特急のみの停車だったが、2025年（令和7年）2月22日のダイヤ改正より特急・直通特急が終日停車することとなった。
神戸製鋼加古川製鉄所の通勤、駅南側にアリオ加古川が開業したことによって利用客数が増加している。
以下に各年の乗車人員を示す。

### 昭和・平成
| 昭和・平成 | 昭和・平成   | 昭和・平成   | 昭和・平成   | 昭和・平成      | 昭和・平成      | 昭和・平成      | 昭和・平成      | 昭和・平成 | 昭和・平成 | 昭和・平成 | 昭和・平成 | 昭和・平成 | 昭和・平成 |
| 年度       | 乗車人員総数 | 乗車人員総数 | 乗車人員総数 | 内 定期利用者数 | 内 定期利用者数 | 内 定期利用者数 | 内 定期利用者数 | 出典       | 出典       | 出典       | 出典       | 出典       | 出典       |
| 年度       | 人/日        | 増減         | 順位         | 人/日           | 増減            | 利用率          | 順位            | 神         | 明         | 播         | 加         | 高         | 姫         |
| ---------- | ------------ | ------------ | ------------ | --------------- | --------------- | --------------- | --------------- | ---------- | ---------- | ---------- | ---------- | ---------- | ---------- |
| 1966(S41)  | 2,337        |              |              |                 |                 |                 |                 |            |            |            | [ 加 1 ]   |            |            |
| 1967(S42)  | 2,493        | 6.68%        |              |                 |                 |                 |                 |            |            |            | [ 加 1 ]   |            |            |
| 1968(S43)  | 3,093        | 24.07%       |              |                 |                 |                 |                 |            |            |            | [ 加 2 ]   |            |            |
| 1969(S44)  | 3,378        | 9.21%        |              |                 |                 |                 |                 |            |            |            | [ 加 2 ]   |            |            |
| 1970(S45)  | 3,633        | 7.54%        |              |                 |                 |                 |                 |            |            |            | [ 加 2 ]   |            |            |
| 1971(S46)  | 4,049        | 11.46%       |              |                 |                 |                 |                 |            |            |            | [ 加 2 ]   |            |            |
| 1972(S47)  | 3,775        | -6.77%       |              | 2,901           |                 | 76.85%          |                 |            |            |            | [ 加 3 ]   |            |            |
| 1973(S48)  | 3,858        | 2.18%        |              | 2,970           | 2.36%           | 76.99%          |                 |            |            |            | [ 加 3 ]   |            |            |
| 1974(S49)  | 3,929        | 1.85%        |              | 3,038           | 2.31%           | 77.34%          |                 |            |            |            | [ 加 3 ]   |            |            |
| 1975(S50)  | 3,962        | 0.84%        |              | 3,055           | 0.54%           | 77.11%          |                 |            |            |            | [ 加 3 ]   |            |            |
| 1976(S51)  | 3,088        | -22.06%      |              | 2,370           | -22.42%         | 76.75%          |                 |            |            |            | [ 加 3 ]   |            |            |
| 1977(S52)  | 3,507        | 13.58%       |              | 2,652           | 11.91%          | 75.63%          |                 |            |            |            | [ 加 4 ]   |            |            |
| 1978(S53)  | 3,353        | -4.38%       | 22/48        | 2,540           | -4.24%          | 75.74%          |                 | [ 神 1 ]   | [ 明 1 ]   | [ 播 1 ]   | [ 加 4 ]   | [ 高 1 ]   | [ 姫 1 ]   |
| 1979(S54)  | 3,367        | 0.41%        | 20/48        | 2,529           | -0.43%          | 75.10%          |                 | [ 神 1 ]   | [ 明 2 ]   | [ 播 1 ]   | [ 加 4 ]   | [ 高 1 ]   | [ 姫 2 ]   |
| 1980(S55)  | 3,436        | 2.03%        | 19/48        | 2,616           | 3.47%           | 76.16%          |                 | [ 神 1 ]   | [ 明 3 ]   | [ 播 1 ]   | [ 加 4 ]   | [ 高 1 ]   | [ 姫 2 ]   |
| 1981(S56)  | 3,507        | 2.07%        | 19/48        | 2,625           | 0.31%           | 74.84%          |                 | [ 神 1 ]   | [ 明 4 ]   | [ 播 2 ]   | [ 加 5 ]   | [ 高 1 ]   | [ 姫 2 ]   |
| 1982(S57)  | 3,630        | 3.52%        | 14/48        | 2,764           | 5.32%           | 76.15%          |                 | [ 神 2 ]   | [ 明 5 ]   | [ 播 2 ]   | [ 加 5 ]   | [ 高 2 ]   | [ 姫 2 ]   |
| 1983(S58)  | 3,589        | -1.13%       | 15/48        | 2,756           | -0.30%          | 76.79%          |                 | [ 神 2 ]   | [ 明 5 ]   | [ 播 2 ]   | [ 加 5 ]   | [ 高 3 ]   | [ 姫 2 ]   |
| 1984(S59)  | 3,518        | -1.98%       | 13/48        | 2,729           | -0.99%          | 77.57%          |                 | [ 神 2 ]   | [ 明 5 ]   | [ 播 2 ]   | [ 加 5 ]   | [ 高 3 ]   | [ 姫 3 ]   |
| 1985(S60)  | 3,567        | 1.40%        | 13/48        | 2,762           | 1.20%           | 77.42%          |                 | [ 神 2 ]   | [ 明 5 ]   | [ 播 2 ]   | [ 加 5 ]   | [ 高 3 ]   | [ 姫 3 ]   |
| 1986(S61)  | 3,493        | -2.07%       | 13/48        | 2,668           | -3.37%          | 76.39%          |                 | [ 神 2 ]   | [ 明 5 ]   | [ 播 2 ]   | [ 加 6 ]   | [ 高 3 ]   | [ 姫 3 ]   |
| 1987(S62)  | 3,608        | 3.29%        | 12/48        | 2,647           | -0.82%          | 73.35%          |                 | [ 神 3 ]   | [ 明 6 ]   | [ 播 2 ]   | [ 加 6 ]   | [ 高 3 ]   | [ 姫 3 ]   |
| 1988(S63)  | 4,167        | 15.49%       | 12/48        | 2,942           | 11.18%          | 70.61%          |                 | [ 神 3 ]   | [ 明 6 ]   | [ 播 2 ]   | [ 加 6 ]   | [ 高 3 ]   | [ 姫 4 ]   |
| 1989(H01)  | 4,186        | 0.46%        |              | 2,890           | -1.77%          | 69.04%          |                 | [ 神 3 ]   | [ 明 6 ]   | [ 播 2 ]   | [ 加 6 ]   | [ 高 4 ]   | [ 姫 4 ]   |
| 1990(H02)  | 4,282        | 2.29%        | 10/48        | 2,945           | 1.90%           | 68.78%          |                 | [ 神 3 ]   | [ 明 6 ]   | [ 播 3 ]   | [ 加 6 ]   | [ 高 4 ]   | [ 姫 4 ]   |
| 1991(H03)  | 4,471        | 4.41%        |              | 3,000           | 1.86%           | 67.10%          |                 | [ 神 3 ]   | [ 明 7 ]   | [ 播 3 ]   | [ 加 7 ]   | [ 高 4 ]   | [ 姫 4 ]   |
| 1992(H04)  | 4,773        | 6.74%        | 10/48        | 3,145           | 4.84%           | 65.90%          |                 | [ 神 4 ]   | [ 明 7 ]   | [ 播 4 ]   | [ 加 7 ]   | [ 高 4 ]   | [ 姫 4 ]   |
| 1993(H05)  | 4,808        | 0.75%        | 10/48        | 3,151           | 0.17%           | 65.53%          |                 | [ 神 4 ]   | [ 明 7 ]   | [ 播 4 ]   | [ 加 7 ]   | [ 高 5 ]   | [ 姫 5 ]   |
| 1994(H06)  | 4,863        | 1.14%        | 8/48         | 3,074           | -2.43%          | 63.21%          |                 | [ 神 4 ]   | [ 明 7 ]   | [ 播 4 ]   | [ 加 7 ]   | [ 高 5 ]   | [ 姫 5 ]   |
| 1995(H07)  | 5,022        | 3.27%        | 8/48         | 3,052           | -0.71%          | 60.77%          |                 | [ 神 4 ]   | [ 明 7 ]   | [ 播 4 ]   | [ 加 8 ]   | [ 高 5 ]   | [ 姫 5 ]   |
| 1996(H08)  | 5,011        | -0.22%       | 8/48         | 3,044           | -0.27%          | 60.74%          |                 | [ 神 4 ]   | [ 明 8 ]   | [ 播 4 ]   | [ 加 8 ]   | [ 高 5 ]   | [ 姫 5 ]   |
| 1997(H09)  | 4,833        | -3.55%       | 8/48         | 2,978           | -2.16%          | 61.62%          |                 | [ 神 5 ]   | [ 明 8 ]   | [ 播 4 ]   | [ 加 8 ]   | [ 高 6 ]   | [ 姫 5 ]   |
| 1998(H10)  | 4,742        | -1.87%       | 8/48         | 2,951           | -0.92%          | 62.22%          |                 | [ 神 5 ]   | [ 明 8 ]   | [ 播 4 ]   | [ 加 8 ]   | [ 高 6 ]   | [ 姫 6 ]   |
| 1999(H11)  | 4,540        | -4.27%       | 8/48         | 2,836           | -3.90%          | 62.46%          |                 | [ 神 5 ]   | [ 明 8 ]   | [ 播 4 ]   | [ 加 8 ]   | [ 高 6 ]   | [ 姫 6 ]   |
| 2000(H12)  | 4,351        | -4.16%       | 8/48         | 2,690           | -5.12%          | 61.84%          |                 | [ 神 5 ]   | [ 明 8 ]   | [ 播 4 ]   | [ 加 9 ]   | [ 高 6 ]   | [ 姫 6 ]   |
| 2001(H13)  | 4,225        | -2.90%       | 8/48         | 2,611           | -2.95%          | 61.80%          |                 | [ 神 5 ]   | [ 明 9 ]   | [ 播 5 ]   | [ 加 9 ]   | [ 高 6 ]   | [ 姫 6 ]   |
| 2002(H14)  | 4,027        | -4.67%       | 8/48         | 2,471           | -5.35%          | 61.36%          |                 | [ 神 6 ]   | [ 明 9 ]   | [ 播 5 ]   | [ 加 9 ]   | [ 高 6 ]   | [ 姫 6 ]   |
| 2003(H15)  | 3,937        | -2.24%       | 7/48         | 2,400           | -2.88%          | 60.96%          |                 | [ 神 6 ]   | [ 明 9 ]   | [ 播 5 ]   | [ 加 9 ]   | [ 高 6 ]   | [ 姫 7 ]   |
| 2004(H16)  | 3,981        | 1.11%        | 7/49         | 2,425           | 1.03%           | 60.91%          |                 | [ 神 6 ]   | [ 明 9 ]   | [ 播 5 ]   | [ 加 9 ]   | [ 高 7 ]   | [ 姫 7 ]   |
| 2005(H17)  | 3,945        | -0.89%       | 7/49         | 2,425           | 0.00%           | 61.46%          |                 | [ 神 6 ]   | [ 明 9 ]   | [ 播 5 ]   | [ 加 10 ]  | [ 高 7 ]   | [ 姫 7 ]   |
| 2006(H18)  | 4,074        | 3.26%        | 8/49         | 2,496           | 2.94%           | 61.26%          |                 | [ 神 6 ]   | [ 明 10 ]  | [ 播 5 ]   | [ 加 10 ]  | [ 高 7 ]   | [ 姫 7 ]   |
| 2007(H19)  | 4,175        | 2.49%        | 7/49         | 2,529           | 1.32%           | 60.56%          |                 | [ 神 7 ]   | [ 明 10 ]  | [ 播 6 ]   | [ 加 10 ]  | [ 高 7 ]   | [ 姫 7 ]   |
| 2008(H20)  | 4,326        | 3.61%        | 7/49         | 2,682           | 6.07%           | 62.00%          |                 | [ 神 7 ]   | [ 明 10 ]  | [ 播 6 ]   | [ 加 10 ]  | [ 高 7 ]   | [ 姫 8 ]   |
| 2009(H21)  | 4,279        | -1.08%       | 7/49         | 2,712           | 1.12%           | 63.38%          |                 | [ 神 7 ]   | [ 明 10 ]  | [ 播 6 ]   | [ 加 10 ]  | [ 高 7 ]   | [ 姫 8 ]   |
| 2010(H22)  | 4,304        | 0.58%        | 6/49         | 2,704           | -0.30%          | 62.83%          |                 | [ 神 7 ]   | [ 明 10 ]  | [ 播 6 ]   | [ 加 11 ]  | [ 高 7 ]   | [ 姫 8 ]   |
| 2011(H23)  | 4,321        | 0.38%        | 6/49         | 2,740           | 1.32%           | 63.41%          |                 | [ 神 7 ]   | [ 明 11 ]  | [ 播 6 ]   | [ 加 11 ]  | [ 高 8 ]   | [ 姫 8 ]   |
| 2012(H24)  | 4,359        | 0.89%        | 6/49         | 2,734           | -0.20%          | 62.73%          |                 | [ 神 8 ]   | [ 明 11 ]  | [ 播 6 ]   | [ 加 11 ]  | [ 高 8 ]   | [ 姫 8 ]   |
| 2013(H25)  | 4,540        | 4.15%        | 6/49         | 2,874           | 5.11%           | 63.31%          |                 | [ 神 8 ]   | [ 明 11 ]  | [ 播 7 ]   | [ 加 11 ]  | [ 高 8 ]   | [ 姫 9 ]   |
| 2014(H26)  | 4,512        | -0.60%       | 6/49         | 2,910           | 1.24%           | 64.48%          |                 | [ 神 8 ]   | [ 明 11 ]  | [ 播 7 ]   | [ 加 12 ]  | [ 高 8 ]   | [ 姫 9 ]   |
| 2015(H27)  | 4,592        | 1.76%        | 6/49         | 2,923           | 0.47%           | 63.66%          |                 | [ 神 8 ]   | [ 明 11 ]  | [ 播 7 ]   | [ 加 12 ]  | [ 高 8 ]   | [ 姫 9 ]   |
| 2016(H28)  | 4,663        | 1.55%        | 6/49         | 3,011           | 3.00%           | 64.57%          |                 | [ 神 8 ]   | [ 明 12 ]  | [ 播 7 ]   | [ 加 12 ]  | [ 高 8 ]   | [ 姫 9 ]   |
| 2017(H29)  | 4,734        | 1.53%        | 6/49         | 3,115           | 3.46%           | 65.80%          | 5/49            | [ 神 9 ]   | [ 明 12 ]  | [ 播 7 ]   | [ 加 12 ]  | [ 高 8 ]   | [ 姫 9 ]   |
| 2018(H30)  | 4,784        | 1.04%        | 7/49         | 3,181           | 2.11%           | 66.49%          | 5/49            | [ 神 9 ]   | [ 明 12 ]  | [ 播 8 ]   | [ 加 12 ]  | [ 高 9 ]   | [ 姫 10 ]  |

### 令和以降
| 令和以降 | 令和以降     | 令和以降     | 令和以降        | 令和以降        | 令和以降        | 令和以降  |
| 年度     | 乗車人員総数 | 乗車人員総数 | 内 定期利用者数 | 内 定期利用者数 | 内 定期利用者数 | 出典      |
| 年度     | 人/日        | 増減         | 人/日           | 増減            | 利用率          | 出典      |
| -------- | ------------ | ------------ | --------------- | --------------- | --------------- | --------- |
| 2019(R1) | 4,784        | 0.29%        | 3,243           | 2.24%           | 67.79%          | [ 加 13 ] |
| 2020(R2) | 3,986        | -16.68%      | 2,868           | -11.79%         | 71.96%          | [ 加 13 ] |
| 2021(R3) | 4,060        | 1.86%        | 2,852           | -0.57%          | 70.24%          | [ 加 13 ] |
| 2022(R4) | 4,364        | 7.48%        |                 |                 |                 |           |
| 2023(R5) | 4,504        | 3.20%        | 3,087           |                 |                 |           |

## 駅周辺
駅北側（国道250号方面）のすぐ近くを山陽新幹線が並行し、駅南側にはショッピングモール「アリオ加古川」がある。駅から北へ進むと国道2号に、南へ進むと別府港（東播磨港）に至る。
- アリオ加古川[4]
- 加古川海洋文化センター
- 別府港(東播磨港)
- 加古川スポーツ交流館
- 東播磨港湾合同庁舎
- 加古川別府郵便局
- 別府鉄道本社
- 多木化学本社[1]
- 住友精化別府工場
- 川崎重工業加古川工場
- ユニオン精機本社工場
- 加古川市立別府西小学校
- 加古川市立別府小学校
- 加古川市立別府中学校
- 国道250号（明姫幹線）
- 兵庫県道129号別府港加古川停車場線
- 兵庫県道383号八幡別府線
- 兵庫県道718号明石高砂線（旧：国道250号）
- 別府川
- たびのホテル加古川（2025年〈令和7年〉9月15日開業予定[5]）

## バス路線
2025年（令和7年）4月1日時点
駅南側道路沿いに「別府駅東」停留所、駅北西側県道側に「別府駅北」停留所、アリオ加古川西側出口前に「別府駅南」停留所、駅前ロータリー内に、かこバスが発着する「別府駅」停留所がある。(いずれも神姫バス運行)
神姫バスは別府駅東と別府駅北から発着する。ただし12系統の東加古川駅・加古川駅方面行きのみ別府駅南の一つ前の別府停留所始発となっており、別府駅南より発着する。その為別府駅東停留所は経由しない。
かこバスは駅前ロータリーにある「別府駅」停留所と別府駅南停留所から発着する。
別府駅北停留所

- 神姫バス
  - 12系統：南芳苑・かこてらす前→東加古川駅→イオン加古川前経由加古川駅行／別府行
  - 31系統：南芳苑・かこてらす前経由東加古川駅／播磨町駅経由土山駅南口行
  - 34系統：南芳苑・かこてらす前→東加古川駅経由県立加古川医療センター行／播磨町駅経由土山駅南口行
- かこバス
  - 2系統別府ルート：浜の宮駅→水道局前（市役所前）経由加古川駅行／別府行・海洋文化センター前行
  - 4系統浜手ルート：浜の宮公園南→池田→大崎→尾上の松駅→人権文化センター前→市役所前経由加古川駅行／別府行

別府駅東停留所
- 神姫バス
  - 31系統：南芳苑・かこてらす前経由東加古川駅行／播磨町駅経由土山駅南口行
  - 34系統：南芳苑・かこてらす前→東加古川駅経由県立加古川医療センター行／播磨町駅経由土山駅南口行

別府駅南停留所
- 神姫バス
  - 12系統：南芳苑・かこてらす前→東加古川駅→イオン加古川前経由加古川駅行
  - 12系統：別府行
- かこバス
  - 2系統（別府ルート）：浜の宮駅→水道局前（市役所前）経由加古川駅行／別府行・海洋文化センター前行
  - 4系統（浜手ルート）：浜の宮公園南→尾上の松駅→人権文化センター前→市役所前経由加古川駅行／別府行

## その他
- 1984年（昭和59年）までは駅高架下を別府鉄道野口線が、駅のやや東寄りを土山線がアンダークロスしていた。別府鉄道線は、山陽電鉄駅南方の別府港駅で合流していた。

## 隣の駅
山陽電気鉄道
本線
■特急・■直通特急
東二見駅（SY 25） - 別府駅（SY 28） - 高砂駅（SY 31）
■S特急・■普通
播磨町駅（SY 27） - 別府駅（SY 28） - 浜の宮駅（SY 29）